# Moucherolle des saules
Empidonax traillii
Ne doit pas être confondu avec Moucherolle des aulnes.
Espèce
Répartition géographique
- Aire de nidification
- Voie migratoire
- Aire d'hivernage

Statut de conservation UICN

 LC  : Préoccupation mineure
Le Moucherolle des saules (Empidonax traillii) est une espèce de passereaux appartenant à la famille des Tyrannidae.

## Description
Le moucherolle des saules est difficile à différencier du moucherolle des aulnes, si ce n'est que par le dessus de son plumage qui varie du brun-olive au brun grisâtre et par son chant.

## Habitat
Cette espèce fréquente les zones buissonneuses et broussailleuses, les forêts secondaires ouvertes, les bois ouverts et les zones marécageuses.

## Répartition et sous-espèces
Selon la classification de référence du Congrès ornithologique international (15.1, 2025) il se répartit en quatre sous-espèces (ordre phylogénique) :
- Empidonax traillii brewsteri Oberholser, 1918 — de la Colombie-Britannique à la Californie[4] ;
- Empidonax traillii adastus Oberholser, 1932 — Grand Bassin ;
- Empidonax traillii extimus A.R. Phillips, 1948 — du sud de la Californie au Nouveau-Mexique ;
- Empidonax traillii traillii (Audubon, 1828) — des Grandes Plaines au Québec et la Nouvelle-Écosse via le sud des Grands Lacs.